# Tuyển tập
Hợp tuyển, hay Tuyển tập (Hán-Việt: 選集) là một tập hợp các tác phẩm văn học được lựa chọn bởi người biên soạn. Nó có thể là một bộ sưu tập các bài thơ, kịch, truyện ngắn, bài hát hoặc các trích đoạn.

## Khái niệm
Trong thể loại hư cấu, từ tuyển tập được sử dụng để phân loại một tập hợp các tác phẩm ngắn, chẳng hạn như truyện ngắn và tiểu thuyết, thường được in thành một tập đơn để xuất bản. Từ này (trong tiếng Anh là "anthology") bắt nguồn từ tiếng Hy Lạp ἀνθολογία (anthologia) để chỉ vòng hoa — hay bó hoa — được dùng làm tựa đề của tác phẩm tuyển tập đầu tiên, biên soạn bởi Meleager của Gadara.